# ديفيد ليندسي
ديفيد ليندسي (بالإنجليزية: David Lindsey)‏ هو دراج أمريكي.

## وصلات خارجية
- الموقع الرسمي